# Nicotiana umbratica
Nicotiana umbratica är en potatisväxtart som beskrevs av N. T. Burbidge. Nicotiana umbratica ingår i släktet tobak, och familjen potatisväxter. Inga underarter finns listade i Catalogue of Life.